# C/1967 Y1 Ikeya-Seki
C/1967 Y1 (Ikeya-Seki), nonostante la sigla che porta, è una cometa periodica. L'attuale denominazione deriva dal fatto che avendo un periodo di quasi 4.500 anni non è ancora stata osservata al passaggio di un secondo perielio.
La sua orbita è retrograda e ha una MOID con il pianeta Giove molto piccola, pari a poco più di quattro milioni di km. Il 9 marzo 1968 ha raggiunto la magnitudine 6,7 .